# 尼克·斯凯尔顿
尼克·斯凯尔顿（英語：Nick Skelton，1957年12月30日—），英国男子马术运动员。他曾代表英国参加1988年、1992年、1996年、2004年、2008年、2012年和2016年夏季奥林匹克运动会马术比赛，获得二枚金牌。